# الفستان الأبيض
الفستان الأبيض هو فيلم درامي مصري صدر عام 2024، من تأليف وإخراج جيلان عوف في أولى تجاربها الإخراجية السينمائية. الفيلم من إنتاج شركة "فيلم كلينيك" بقيادة المنتج محمد حفظي، ويشارك في بطولته نخبة من الممثلين منهم ياسمين رئيس، أسماء جلال، أحمد خالد صالح، سلوى محمد علي، لبنى ونس، أروى جودة، إنجي أبو السعود، وميمي جمال. عُرض الفيلم لأول مرة ضمن المسابقة الرسمية للأفلام الروائية الطويلة في الدورة السابعة لمهرجان الجونة السينمائي عام 2024، وحقق إشادات نقدية واسعة قبل طرحه تجاريًا في دور العرض المصرية ابتداءً من 20 نوفمبر 2024. 

## القصة
تدور أحداث الفيلم في إطار درامي اجتماعي حول "وردة" (ياسمين رئيس)، وهي فتاة من حي فقير في القاهرة تستعد للزواج. في يوم زفافها، تتفاجأ بتلف فستان زفافها، مما يدفعها لخوض رحلة عبر شوارع القاهرة برفقة صديقتها المقربة (أسماء جلال) للبحث عن فستان بديل. خلال هذه الرحلة، تواجه "وردة" تحديات تعكس الضغوط الاجتماعية والاقتصادية، وتتطور الأحداث لتصبح رحلة أعمق لاكتشاف الذات وإعادة تقييم علاقتها بالمدينة وحياتها. يتناول الفيلم قضايا مثل قوة الصداقة، التعاطف، والضغوط المجتمعية على النساء، خاصة في سياق الزواج.

## وصلات خارجية
- الفستان الأبيض على موقع IMDb (الإنجليزية)
- الفستان الأبيض على موقع قاعدة بيانات الأفلام العربية
- الفستان الأبيض على موقع قاعدة بيانات الفيلم (الإنجليزية)
- الفستان الأبيض على موقع ليتربوكسد (الإنجليزية)